# الانتخابات البرلمانية اللبنانية 1951
أجريت الانتخابات النيابية في لبنان في 15 نيسان/أبريل 1951، والجولة الثانية في بعض الدوائر في 22 أبريل.
وهي الانتخابات التشريعية الثانية بعد استقلال لبنان رسميً في 22 نوفمبر/تشرين الثاني 1943، حيث اختار اللبنانيون 77 نائباً، لتمثيلهم في مجلس النواب السابع، الذي كانت دورته من 5 يونيو/حزيران 1951 حتى 30 مايو/أيار 1953.

## قانون الانتخابات 1950
تم رفع عدد النواب إلى 77 نائباً، وجرت تعديلات على الدوائر الانتخابية، حيث اعتمدت المحافظات دوائر انتخابية بعد تقسيم كل من محافظتي جبل لبنان والشمال إلى 3 دوائر وهي دائرة طرابلس، ودائرة عكار، ودائرة زغرتا-البترون-الكورة، وأصبح مجموع الدوائر الانتخابية 9 دوائر، وانقسمت الكتل السياسية الكبيرة، وانطلقت الجبهة المعارضة التي أطلق عليها «الجبهة الوطنية الاشتراكية» برئاسة كمال جنبلاط، التي فازت بخمسة من نوابها التسعة.
توزيع المقاعد النيابية حسب المناطق الانتخابية:
1. محافظة بيروت: 13 مقعداً (4 سني، 1 شيعي، 1 ماروني، 1 روم كاثوليك، 1 روم أرثوذكس، 1 بروتستانت، 1 ارمن كاثوليك، 2 أرمن أرثوذكس، 1 أقليات)
2. محافظة جبل لبنان: 23 مقعدا موزعين على ثلاث دوائر:
  - قضاء كسروان 5 مقاعد (4 موارنة، 1 شيعي)
  - قضاء بعبدا وقضاء المتن 9 مقاعد (5 موارنة، 1 شيعي، 1 درزي، 1 أرمن أرثوذكس، 1 روم كاثوليك)
  - قضاء الشوف وقضاء عاليه 9 مقاعد (3 موارنة، 3 دروز، 1 روم كاثوليك، 1 سني، 1 روم إرثوذكس)
3. محافظة لبنان الجنوبي: 14 مقعداً (2 سني، 8 شيعة، 2 ماروني، 1 روم كاثوليك، 1 أرثوذكس)
4. محافظة لبنان الشمالي: 6 مقاعد موزعين على ثلاث دوائر:
  - قضاء طرابلس 6 مقاعد (5 سني و1 روم أرثوذكس)
  - قضاء عكار 4 مقاعد (2 سني، 1 ماروني، 1 روم ارثوذكس)
  - أقضية زغرتا البترون الكورة 6 مقاعد (5 موارنة، 1 روم أرثوذكس)
5. محافظة البقاع: 11 مقعد (2 سني، 3 شيعي، 1 درزي، 2 ماروني، 2 كاثوليك، 1 ارثوذكس)

## النتائج
| الحزب                              | الأصوات | ٪    | مقاعد | +/-    |
| ---------------------------------- | ------- | ---- | ----- | ------ |
| الكتلة الدستورية                   |         |      | 5     | -7     |
| حزب الكتائب                        |         |      | 3     | +3     |
| الكتلة الوطنية                     |         |      | 3     | +3     |
| الاتحاد الثوري الأرمني             |         |      | 2     | 0      |
| الحزب الاشتراكي التقدمي            |         |      | 2     | الجديد |
| الحزب الليبرالي الديمقراطي الأرمني |         |      | 0     | 0      |
| المستقلين                          |         |      | 62    | +21    |
| أصوات غير صالحة / فارغة            |         | -    | -     | -      |
| مجموع الأصوات                      | 194849  | 100  | 77    | +22    |
| الناخبين المسجلين / الاقبال        | 355902  | 54.7 | -     | -      |
| المصدر: Nohlen et al               |         |      |       |        |

## وصلات خارجية
- مجلس النواب اللبناني